# Yi Sun-sin
Dans ce nom coréen, le nom de famille, Yi, précède le nom personnel.
 (octobre 2024).
Si vous disposez d'ouvrages ou d'articles de référence ou si vous connaissez des sites web de qualité traitant du thème abordé ici, merci de compléter l'article en donnant les références utiles à sa vérifiabilité et en les liant à la section « Notes et références ».
Yi Sun-sin ou Ri Sun-shin (hangeul : 이순신 ; hanja : 李舜臣) est un amiral coréen, né le 28 avril 1545 et mort le 16 décembre 1598 au cours de la bataille de No-Ryang (노량해전), qui conclut la guerre Imjin. Ayant sauvé deux fois son pays au cours de cette guerre, en mettant ses qualités de courage, de science de la guerre navale, de droiture, de hauteur de vue et de culture raffinée au service d'un patriotisme sans faille, il est considéré en Corée comme un héros national à l'égal de Jeanne d'Arc en France ou de l'Amiral Nelson au Royaume-Uni. Il est aussi connu par son nom posthume Chungmu (hangeul : 충무 ; hanja : 忠武).

## Un fonctionnaire ordinaire
À la fin du XVIe siècle, la Corée des Chosŏn est un pays prospère, dont l'administration efficace obéit aux principes du confucianisme. Né à Séoul, dans le quartier de Gonchong dong (건천동 en hangul ; 乾川洞 en sinogrammes), Yi Sun-sin mène une carrière de fonctionnaire tout à fait banale jusqu'à la guerre Imjin. Fils d'un fonctionnaire, il fait des études et entre à 31 ans dans l'armée après avoir passé les concours d'entrée dans la fonction publique.
Il commence sa carrière en 1576 par un poste en garnison dans les fortifications de la frontière du nord-est, qui protègent le pays contre les incursions de nomades de Sibérie. Après avoir gravi les échelons de la hiérarchie un à un, il est nommé amiral de l'escadre basée à Yeosu, dans le sud du pays, en 1591.

## Un amiral prévoyant

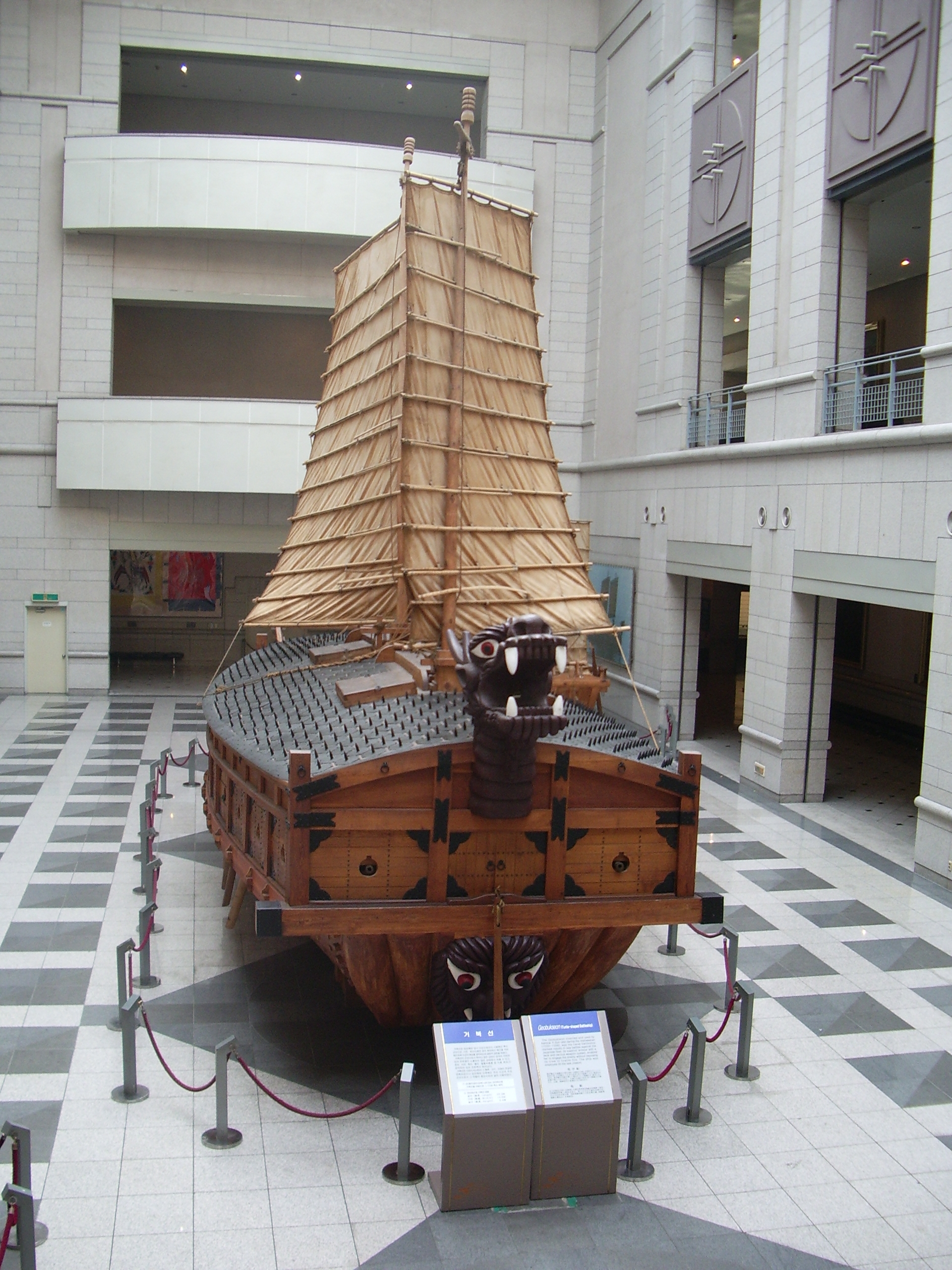
Bateau tortue au musée de la guerre de Séoul

La Corée possède à cette époque une flotte de guerre depuis deux siècles. Elle avait été constituée pour éliminer la menace des pirates japonais, et depuis toujours entretenue. Cette marine se tenait à jour des progrès techniques, et était notamment équipée de diverses armes à feu. Les principaux navires étaient les pan'ok-sòn, de gros navires pontés, lourds à la manœuvre. Ils avaient toutefois permis une évolution du combat marin : l'éperonnage et l'abordage pouvaient être avantageusement remplacés par le combat d'artillerie.
Craignant une agression japonaise, l'amiral Yi fait réparer et améliorer les 24 navires présents dans l'escadre du sud-ouest. Il fait notamment faire des essais sur l'artillerie. Il entreprend un programme de réparation des fortifications des arsenaux, intensifie l'entraînement et prépare un navire d'un nouveau type, le bateau-tortue (Kòbuk-Sòn). Ce navire, dont les plans ont été perdus, est le premier cuirassé de haute-mer de l'histoire navale, deux siècles et demi avant la Gloire, lancée en 1859 à Toulon. Navire à voile lorsqu'il naviguait, il escamotait ses mâts lors des combats et marchait alors à la rame. Très manœuvrable et bien dessiné, il était très rapide, ce qui lui donnait un avantage immédiat sur les lourds et maladroits navires japonais. Il était armé de douze pièces d'artillerie, faisant feu par des sabords ouverts dans la cuirasse, et 22 meurtrières permettaient la mise en œuvre de mousquets, fusées et flèches à feu.

## La guerre Imjin

### L'invasion japonaise
La guerre d'Imjin (du nom de l'année où elle a été déclenchée suivant la nomenclature du cycle sexagésimal) commence en avril 1592, soit un an à peine après la nomination de Yi Sun-sin à la tête de l'escadre du sud-ouest. L'invasion japonaise, qui visait la Chine, est minutieusement préparée de longue date. Une grande flotte de transport a été réunie pour le débarquement et le ravitaillement d'une armée de plus de 200 000 hommes.
Cette armée écrase la résistance de l'armée coréenne et occupe la capitale Hanyang (proche de l'actuelle Séoul) en moins de trois mois. La flotte sert aussi à transporter le produit du pillage de la Corée vers le Japon : biens, vivres, esclaves livrés aux Portugais, mais aussi les artisans qui sont déportés. Cet afflux de main-d'œuvre qualifiée revivifie l'artisanat japonais.
Yi Sun-sin ne dispose donc que de son escadre, composée de 24 pan'ok-sòn et de 80 navires légers, dont quelques dizaines de navires légers et rapides destinés à la patrouille côtière. Ces navires étaient tous en parfait état de marche, mais avaient à faire face à la flotte japonaise, composée de 500 navires de guerre, dont les plus gros étaient les atake, équipés de teppo (mousquets japonais), et de 700 navires réquisitionnés pour l'occasion.

### La campagne navale de 1592-1593
Yi Sun-sin harcèle les lignes de communication japonaises, et met ainsi en danger le ravitaillement de l'armée d'invasion. Tout au long de la guerre, il utilise habilement ses navires et ses hommes, les ménageant afin de durer, profitant de leurs années d'entraînement pour battre les Japonais, utilisant les succès obtenus afin de maintenir la motivation de ses marins.
La première grande victoire est remportée dans un archipel, à Sacheon. Il met en embuscade ses bateaux-tortues (Kòbuck-Sòn) dans les îles, puis calcule le moment de la bataille afin d'être aidé par la marée. Il attire ensuite une forte flotte japonaise à l'ancre (environ 200 navires) en se montrant avec quelques navires. Tous les navires ennemis qui le suivent sont coulés grâce à sa supériorité en artillerie. Blessé à l'épaule au cours des combats, Yi Sun-sin attend la fin de la bataille pour extraire lui-même la balle de mousquet.
À la bataille de Tangp'o, il attaque avec son Kòbuck-Sòn l'atake amiral japonais, qui avait un château de dix mètres de haut. L'amiral japonais Kurushima Michiyuki est tiré de l'eau, décapité et sa tête utilisée pour orner le mât porte-drapeau de Yi Sun-sin.
La bataille de Han-San (ou Han-San-do) est considérée comme la Salamine d'Orient. À la bataille d'Angolpo, 21 atake japonais sont surpris et envoyés par le fond. Parmi ces navires, figure le Nihon-Maru, navire amiral de la flotte japonaise. Ce succès est poursuivi dans la baie de Pusan, où 130 navires japonais s'étaient réfugiés, pensant être protégés des batteries côtières installées par les Coréens.
La tournure de la guerre est cependant différente à partir de ce moment. Les troupes du suzerain chinois affrontent désormais l'envahisseur japonais, qui est alors affaibli puisque Yi Sun-sin réussit à couper également la route de ravitaillement maritime entre l'armée japonaise stationnée près de Pyongyang et ses dépôts situés dans le sud de la péninsule. À l'arrivée de l'armée chinoise à Pyongyang, les Chinois n'eurent aucune envie de se battre contre l'armée japonaise. Ils commencèrent à piller les ressources de la Corée et à même négocier avec les Japonais, leur laissant le sud de la péninsule.

### La guerre de 1593 à 1597
Les Japonais n'avaient donc pas tout perdu puisqu'ils conservaient une tête de pont sur le continent, avec le sud de la péninsule. Le roi de Corée conservait sa cour à Hanyang (incluse dans l'actuelle agglomération de Séoul). Yi Sun-sin conservait l'île fortifiée de Hansan, mais sa popularité provoquait des haines parmi les courtisans. À la suite du travail d'un espion japonais introduit à la cour, il fut accusé de trahison, et destitué. Il aurait pu rester sur son île mais préféra se livrer. Il fut emmené à Hanyang enchaîné et ensuite torturé longuement. Il fut ensuite jugé et acquitté mais fut rétrogradé au rang de soldat en sortant de prison.

### La campagne de 1597-1598
Cependant, en juin 1597, les Japonais repassent à l'attaque. Ils battent la flotte coréenne et prennent l'île de Hansan.
Le roi fait alors appel en catastrophe à Yi Sun-sin, qui dispose des trois bateaux-tortue de 1592 et de dix pan'ok-sòn. Il vainc le 26 octobre 1597 la flotte japonaise dans la passe de Myong-Yang. Les 333 navires japonais sont gênés par la marée, et la tête du commandant Kurushima Michifusa monte orner le mât du bateau-tortue amiral. Les Coréens considèrent cette bataille comme un miracle, car Yi Sun-sin vainc 333 navires japonais avec seulement treize bateaux. Lors de cette bataille il y eut deux morts et trois blessés et aucun bateau coulé du côté coréen, contre 31 bateaux coulés et de nombreux morts dans le camp japonais. Cette victoire regonfle le moral des soldats coréens et empêche l'invasion de la capitale par les mers.
C'est alors que l'utilisation du renseignement permet à Yi Sun-sin de tendre une embuscade. Il avait en effet appris que la flotte japonaise se portait, avec difficulté, à Suncheon (순천). Le combat a lieu le 16 décembre 1598 entre l'île de Namhae et la péninsule, dans le détroit de Noryang (노량). La flotte coréenne donne le coup de grâce à une armée japonaise rembarquée et s'estimant heureuse de pouvoir revenir au Japon. Touché d'une balle au corps au cours du combat, Yi Sun-sin cache sa blessure pour ne pas décourager ses hommes. Il meurt à la fin de la bataille de No Ryang, après avoir coulé 300 navires japonais sur 500 et surtout 200 des 250 navires de guerre. Seuls sept navires de guerre retournent au Japon.

## L'héritage du héros national
Yi Sun-sin est le héros national de Corée, par toutes les qualités démontrées au cours de sa vie se terminant par une apothéose. Il fut nommé à titre posthume Seigneur de Loyauté et de Chevalerie (Chungmu-gong, 충무공; 忠武公), titre repris dans un ordre militaire coréen, le Cordon de Chungmu de l'ordre du Mérite et de la valeur militaire. Une avenue du centre historique de Séoul est aussi appelée ainsi : Chungmuro (충무로; 忠武路). La ville de Tongyeong fut fondée en son honneur sur le site de son quartier général et nommée initialement Chungmu. On dit toujours de lui qu'il n'a jamais perdu un navire et qu'il en a coulé plus de 1000 à ses ennemis, chiffre démontré par des preuves écrites.

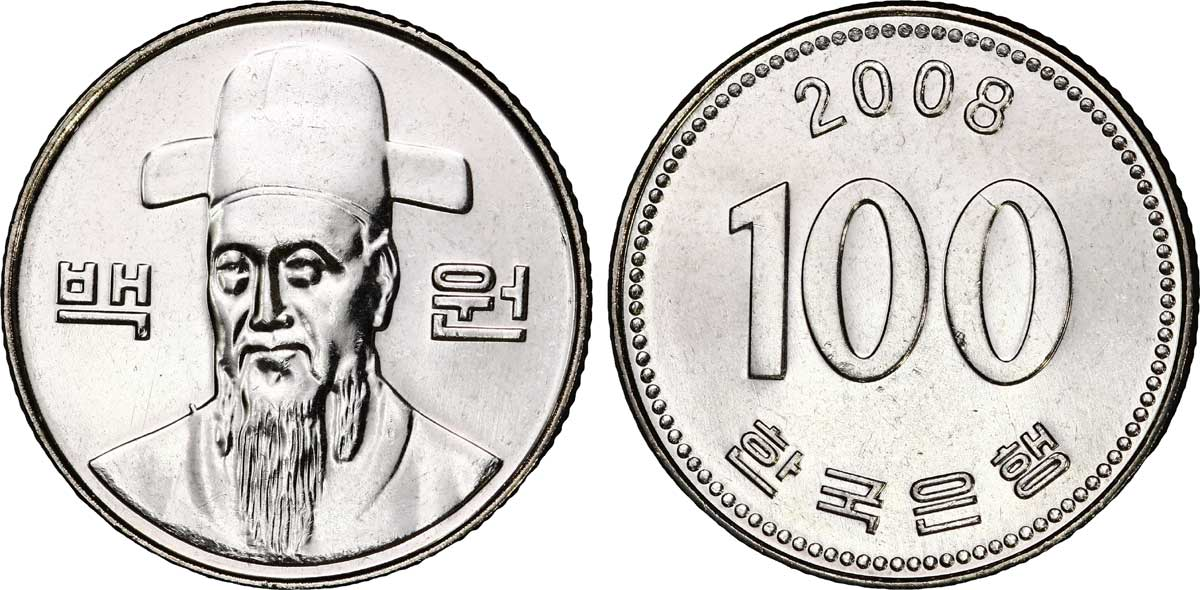
Corée du Sud, 100 Won à l'effigie de l'amiral Yi Sun-Shin.

Il suscita une telle admiration chez les Japonais qu'il devint la divinité officielle de la flotte impériale japonaise jusqu'au début du XXe siècle.
Le journal qu'il tenait, comme les rapports qu'il rédigeait à destination de la Cour, ont été édités dans de nombreuses langues. Ce journal, le Nanjung Ilgi (journal intime de guerre), décrit les combats, les champs de bataille, la météo et la vie des gens ainsi que le ressenti de l'amiral. Il est maintenant inscrit au registre Mémoire du monde.
Une statue lui est élevée sur l'une des principales artères de Séoul, l'avenue Sejong, non loin du palais Gyeongbok (경복궁), en plein centre du quartier historique. Un mausolée, le Hyeonchungsa, lui est dédié à six kilomètres de Onyang (온양).
Il est possible de voir une reproduction d'un bateau-tortue grandeur nature au mémorial de la guerre, à Séoul.

## Dans la culture populaire
- Amiral immortel Yi Sun-sin, feuilleton télévisé sud-coréen adapté du roman de Kim Takhwan et retraçant la vie de Yi Sun-sin.
- Cheongun (Guerriers Célestes), film coréen fantastique de Min Jun-gi réalisé en 2005, reprenant le concept du saut temporel confrontant une escouade de soldats de notre époque à une période charnière de leur histoire nationale, ici au début de la vocation de Yi Sun-sin, à l'instar du film Japonais Sengoku Jieitai présenté aussi sous les titres Time Split, G.I. Samourai et Les Guerriers de l'apocalypse, réalisée en 1979 par Kōsei Saitō avec Sonny Chiba, ayant inspiré Don Taylor l'année suivante pour le film américain Nimitz, retour vers l'enfer (The final countdown) avec Kirk Douglas.
- Il est le protagoniste des films The Admiral: Roaring Currents, Hansan : La Bataille du dragon et Noryang, tous trois réalisés par Kim Han-min mais avec trois acteurs différents (Choi Min-sik, Park Hae-il et Kim Yoon-seok) dans le rôle de l'amiral.
- Dans le taekwondo tel que créé par le général Choi Hong Hi (Taekwon-Do ITF), une forme (Tul), équivalent d'un kata pour le karaté rend hommage à l'amiral Yi Sun-sin. Cette forme a pour nom Choong Moo. Sa maitrise est nécessaire pour l'obtention de la ceinture noire.
- Une campagne lui est dédiée dans le jeu Empires : L'Aube d'un monde nouveau.
- L'extension The Conquerors d'Age of Empires II: The Age of Kings propose de l'incarner brièvement durant la bataille de No Ryang, sous la forme d'un bateau-tortue.

## Généalogie

### Ancêtres
|  |                                                                          |  |  |  |  |  |  |  |  |  |  |  |  |  |  |  |
|  | 16. Yi Hyo-jo 이효조 (李孝組)                                            |  |  |  |  |  |  |  |  |  |  |  |  |  |  |  |
|  |                                                                          |  |  |  |  |  |  |  |  |  |  |  |  |  |  |  |
|  |                                                                          |  |  |  |  |  |  |  |  |  |  |  |  |  |  |  |
|  | 8. Yi Geo 이거 (李琚)                                                    |  |  |  |  |  |  |  |  |  |  |  |  |  |  |  |
|  |                                                                          |  |  |  |  |  |  |  |  |  |  |  |  |  |  |  |
|  |                                                                          |  |  |  |  |  |  |  |  |  |  |  |  |  |  |  |
|  | 17. Lady Ki 기씨 (奇氏)                                                  |  |  |  |  |  |  |  |  |  |  |  |  |  |  |  |
|  |                                                                          |  |  |  |  |  |  |  |  |  |  |  |  |  |  |  |
|  |                                                                          |  |  |  |  |  |  |  |  |  |  |  |  |  |  |  |
|  | 4. Yi Baek-rok 이백록 (李百祿)                                           |  |  |  |  |  |  |  |  |  |  |  |  |  |  |  |
|  |                                                                          |  |  |  |  |  |  |  |  |  |  |  |  |  |  |  |
|  |                                                                          |  |  |  |  |  |  |  |  |  |  |  |  |  |  |  |
|  | 18. Jin Se-beon 진세번                                                   |  |  |  |  |  |  |  |  |  |  |  |  |  |  |  |
|  |                                                                          |  |  |  |  |  |  |  |  |  |  |  |  |  |  |  |
|  |                                                                          |  |  |  |  |  |  |  |  |  |  |  |  |  |  |  |
|  | 9. Lady Jin 진씨 (陳氏)                                                  |  |  |  |  |  |  |  |  |  |  |  |  |  |  |  |
|  |                                                                          |  |  |  |  |  |  |  |  |  |  |  |  |  |  |  |
|  |                                                                          |  |  |  |  |  |  |  |  |  |  |  |  |  |  |  |
|  | 2. Yi Jeong (이정 李貞) Internal Prince Deokyeon (덕연부원군 德淵府院君) |  |  |  |  |  |  |  |  |  |  |  |  |  |  |  |
|  |                                                                          |  |  |  |  |  |  |  |  |  |  |  |  |  |  |  |
|  |                                                                          |  |  |  |  |  |  |  |  |  |  |  |  |  |  |  |
|  | 10. Byeon Seong 변성                                                     |  |  |  |  |  |  |  |  |  |  |  |  |  |  |  |
|  |                                                                          |  |  |  |  |  |  |  |  |  |  |  |  |  |  |  |
|  |                                                                          |  |  |  |  |  |  |  |  |  |  |  |  |  |  |  |
|  | 5. Lady Byeon 변씨 (卞氏)                                                |  |  |  |  |  |  |  |  |  |  |  |  |  |  |  |
|  |                                                                          |  |  |  |  |  |  |  |  |  |  |  |  |  |  |  |
|  |                                                                          |  |  |  |  |  |  |  |  |  |  |  |  |  |  |  |
|  | 1. Yi Sun-shin 이순신 (李舜臣)                                           |  |  |  |  |  |  |  |  |  |  |  |  |  |  |  |
|  |                                                                          |  |  |  |  |  |  |  |  |  |  |  |  |  |  |  |
|  |                                                                          |  |  |  |  |  |  |  |  |  |  |  |  |  |  |  |
|  | 6. Byeon Su-rim 변수림 (卞守琳)                                          |  |  |  |  |  |  |  |  |  |  |  |  |  |  |  |
|  |                                                                          |  |  |  |  |  |  |  |  |  |  |  |  |  |  |  |
|  |                                                                          |  |  |  |  |  |  |  |  |  |  |  |  |  |  |  |
|  | 3. Lady Byeon (변씨 卞氏) Lady Jeonggyeong (정경부인 貞敬夫人)           |  |  |  |  |  |  |  |  |  |  |  |  |  |  |  |
|  |                                                                          |  |  |  |  |  |  |  |  |  |  |  |  |  |  |  |
|  |                                                                          |  |  |  |  |  |  |  |  |  |  |  |  |  |  |  |

### Famille
- Pour la lignée ascendante de Yi Jeong, se référer au tableau ci-dessus
- Père : Yi Jeong (이정, juillet 1511-novembre 1583)
- Mère : Dame Byeon du clan Chogye Byeon (초계 변씨)
- Descendance :

1. Yi Hui-shin (이희신), 1er fils
2. Yi Yo-shin (이요신), 2e fils
3. Yi Woo-shin (이우신), 4e fils

- Consorts et leur descendance respective :

1. Dame Bang du clan Sangju Bang (상주 방씨)[3] - épouse légale
  1. Yi Hwoe (이회), 1er fils
  2. Yi Ye (이예)[4], 2e fils
  3. Yi Myeon (이면), 4e fils
  4. Dame Yi (이씨), fille unique[5]
2. Dame Oh du clan Haeju Oh (해주 오씨) - concubine
  1. Yi Hun (이훈), 1er fils
  2. Yi Shin (이신), 2e fils[6]
  3. Dame Yi (이씨), 1re fille[7]
  4. Dame Yi (이씨), 2e fille[8]